# Orquestra Philharmonia Barroca
A Orquestra Philharmonia Barroca é uma orquestra baseada em São Francisco dediacada a perforamances de música barroca e do começo do romantismo. A orquestra foi fundada em 1981 pelo professor Laurette Goldberg (1932 - 2005). Nicholas McGegan tem sido o diretor musical da orquestra desde 1985. A orquestra também já recebeu ilustres maestros como convidados, entre eles incluem: William Christie, Andrew Parrott, Jordi Savall, Gustav Leonhardt, Trevor Pinnock, Monica Huggett e Stanley Ritchie.